# Naser Aliji
Naser Ismail Aliji (* 27. prosince 1993, Skopje, Republika Makedonie) je švýcarsko-albánský fotbalový obránce, hráč Dinamo City.
V mládežnických kategoriích reprezentoval Švýcarsko, na seniorské úrovni reprezentuje Albánii.

## Klubová kariéra
- FC Baden (mládež)
- FC Aarau (mládež)
- FC Basilej (mládež)
- FC Basilej 2013–2016
- →  FC Vaduz (hostování) 2015
- 1. FC Kaiserslautern 2016–2017
- Virtus Entella 2018
- Dinamo Bukurešť 2018–2019
- Budapest Honvéd 2019–2022
- Voluntari 2022–2024
- Dinamo City 2024–

## Reprezentační kariéra

### Švýcarsko
Naser Aliji nastupoval za švýcarské mládežnické reprezentace včetně U21.

### Albánie
V A-mužstvu Albánie debutoval 13. 6. 2015 v přátelském utkání v Elbasanu proti týmu Francie (výhra 1:0). 

Italský trenér albánského národního týmu Gianni De Biasi jej vzal na EURO 2016 ve Francii. Na evropský šampionát se Albánie kvalifikovala poprvé v historii.